# Foss á Síðu
Foss á Síðu è una cascata alta 82 metri, situata nella regione del Suðurland, la parte meridionale dell'Islanda.

## Descrizione
La cascata è situata lungo il corso del fiume Fossá, un modesto emissario del piccolo lago Þórutjörn posto a meno di due chilometri di distanza; il piccolo corso d'acqua non ha sempre molta acqua, tanto che quando i venti spirano molto fortemente, tendono a nebulizzare tutta l'acqua della cascata che così interrompe il suo flusso. Gli islandesi chiamano questo fenomeno, piuttosto comune, cascate volanti. 
Per formare la cascata il fiume compie un salto complessivo di 82 metri cadendo da una parete basaltica inclinata, con un primo salto di 73 metri e il secondo di circa 10.

## Accesso
Foss á Síðu è chiaramente visibile a nord della Hringvegur, la grande strada statale che contorna l'intera isola, tra il villaggio di Kirkjubæjarklaustur e il Parco nazionale Skaftafell.
Subito a valle della cascata c'è un piccolo insediamento costituito da una coppia di fattorie, che viene semplicemente chiamato Foss (in lingua islandese: cascata). Il fiume prosegue poi il suo corso a sud della strada statale.